# Vila Chã (Fornos de Algodres)
Vila Chã ist ein Ort und eine ehemalige Gemeinde (Freguesia) im portugiesischen Kreis Fornos de Algodres. Die Gemeinde hatte 82 Einwohner (Stand 30. Juni 2011).
Am 29. September 2013 wurden die Gemeinden Vila Chã und Cortiçô zur neuen Gemeinde União das Freguesias de Cortiçô e Vila Chã zusammengeschlossen.